# Accident ou incident aérien impliquant un Boeing 707
Le Boeing 707 a connu un total de 175 accidents et incidents entrainant la perte d'un appareil (détruit ou irréparable).

## Accidents survenus lors de vols de passagers
- Vol Sabena 548  - Bruxelles (Belgique) - 15 février 1961
- Vol  Air France 272[2] - Hambourg (Allemagne) - 27 juillet 1961
- Vol American Airlines 1  - Jamaica, New York (États-Unis) - 1er mars 1962
- Vol Continental Airlines 11 - Unionville, Missouri (États-Unis) - 22 mai 1962
- Vol Air France 007 - aéroport d'Orly (France) - 3 juin 1962
- Vol Air France - Guadeloupe (France) - 22 juin 1962
- Vol Varig 810 - Lima (Pérou) - 27 novembre 1962
- Vol Pan Am 214 - Elkton, Maryland (États-Unis) - 8 décembre 1963
- Vol TWA 800 - Rome (Italie) - 23 novembre 1964
- Vol Continental Airlines 25 - Kansas City, Missouri (États-Unis) - 1er juillet 1965
- Vol Pan Am 292 (en) - Montserrat (Antilles) - 17 septembre 1965
- Vol Air India 101  - Mont Blanc (France) - 24 janvier 1966
- Vol BOAC 911  - Mont Fuji (Japon) - 5 mars 1966
- Vol Canadian Pacific 322 - Vancouver (Canada) - 7 février 1968
- Vol Air France 212 - Guadeloupe (France) - 6 mars 1968
- Vol BOAC 712  - aéroport d'Heathrow (Angleterre) - 9 avril 1968
- Vol South African Airways 228 - Windhoek (Afrique du Sud) - 20 avril 1968
- Vol C712 Sabena (1968) - en approche de Lagos - Nigeria - 13 juillet 1968
- Vol Pan Am 217 - Caracas (Venezuela) - 12 décembre 1968
- Vol Air France 212 - Caracas (Venezuela) - 4 décembre 1969
- Vol Alia Royal Jordanian Airlines 850 - Kano (Nigeria) - 22 janvier 1973
- Vol Varig 820 - aéroport d'Orly (France) - 11 juillet 1973
- Vol Pan Am 816 - Papeete (Polynésie française) - 22 juillet 1973
- Vol TWA 742 - Los Angeles, Californie (États-Unis) - 28 août 1973
- Vol Pan Am 640 - Boston, Massachusetts (États-Unis) - 3 novembre 1973
- Vol Pan Am 412 - Rome (Italie) - 17 décembre 1973
- Vol Pan Am 806 - Pago Pago (Samoa américaines) - 30 janvier 1974
- Vol Pan Am 812 - Bali (Indonésie) - 22 avril 1974
- Vol TWA 841 - Mer Ionienne (Espace aérien international) - 8 septembre 1974
- Vol Alia Royal Jordanian Airlines 376 - Imouzzer (Maroc) - 3 août 1975
- Vol Lloyd Aero Boliviano 48 - Santa Cruz (Bolivie) - 13 octobre 1976
- Vol EgyptAir 964 - Bangkok (Thaïlande) - 25 décembre 1976
- Vol IAS Cargo 332 - Lusaka (Zambie) - 14 mai 1977
- Vol Pakistan International Airlines 740 - At Ta'if (Arabie saoudite) - 26 novembre 1979
- Vol China Airlines 830 - Manille (Philippines) - 27 février 1980
- Vol Air India 100 - Bombay (Inde) - 22 juin 1982
- Vol Egyptair 771 - Genève (Suisse) - 17 octobre 1982
- Vol TAMPA Colombia 349 - Medellin (Colombie) - 14 décembre 1983
- Vol Varig 797  - Abidjan (Côte d'Ivoire) - 3 janvier 1987
- Vol Korean Air 858  - mer d'Andaman (Espace aérien international) - 29 novembre 1987
- Vol Uganda Airlines 775 - Rome (Italie) - 17 octobre 1988
- Vol GAS Air 508 - Louxor (Égypte) - 14 décembre 1988
- Vol Independent Air 1851 - Açores (Portugal) - 8 février 1989
- Vol Transbrasil 803 - Guarulhos (Brésil) - 21 mars 1989
- Vol Kenya Airways 742 - Addis-Abeba (Éthiopie) - 11 juillet 1989
- Vol Avianca 52 - New York (États-Unis) - 25 janvier 1990
- Vol Ethiopian Airlines 709 - Addis-Abeba (Éthiopie) - 25 juillet 1990
- Vol Trans Arabian Air Transport 666 - Nairobi (Kenya) - 4 décembre 1990
- Vol United States Air Force 933 - Elmendorf AFB (États-Unis) - 22 septembre 1995
- Vol Azerbaijan Airline 663 - Bakou (Azerbaïdjan) - 30 novembre 1995
- Vol EgyptAir 837 - Istanbul (Turquie) - 21 août 1996
- Vol Millon Air 406 - Manta (Équateur) - 22 octobre 1996
- Vol Air Memphis 735 - Mombasa (Kenya) - 10 mars 1998
- Vol Avistar 584 - Bratislava (Slovaquie) - 7 février 1999
- Vol Trans Arabian Air Transport 310 - Mwanza (Tanzanie) - 3 février 2000
- Vol Skymaster Airlines 370 - São Paulo (Brésil) - 7 mars 2001
- Vol Luxor Air Egypt 823 - Monrovia (Liberia) - 23 mars 2001
- Accident d'un Boeing 707 de Prestige Airlines - Bangui (République de Centrafrique) - 4 juillet 2002
- Vol Cargo Plus Aviation 884 - Entebbe (Ouganda) - 19 mars 2005
- Vol Saha Airlines 171 - Téhéran (Iran) - 20 avril 2005
- Accident d'un Boeing 707 iranien en 2019 - Fath (Iran) - 14 janvier 2019 [3]

## Accidents sur des appareils militaires
| date         | lieu             | avion concerné     | opérateur    | service  | notes                                                                                          |
| ------------ | ---------------- | ------------------ | ------------ | -------- | ---------------------------------------------------------------------------------------------- |
| 28 août 2009 | Base ou aéroport | E-3 Sentry 96-0042 | US Air Force | Exercice | Le train avant s'est affaissé pendant l'atterrissage. Pas de victimes, mais avion irréparable. |